# Yōsai Nobukazu
Yōsai Nobukazu (japanisch 楊斎 延一; * 1872; † 1944) war ein japanischer Holzschnittkünstler der Meiji-Zeit. Er ist bekannt für seine lebhaft kolorierten Ukiyo-e (Nishiki-e, 錦絵), die sowohl die traditionelle japanische Ästhetik als auch die modernisierenden Einflüsse seiner Zeit widerspiegeln.

## Leben und Werk
Nobukazu war ein Schüler von Yōshū Chikanobu. Sein bürgerlicher Familienname war zunächst Watanabe, später Shimada; sein Vorname war Jirō. Er führte den Künstlernamen Yōsai und lebte in Morikawa-chō (heute zu Hongō) im Bezirk Hongō von Tokio.
Seine künstlerische Tätigkeit begann um das Jahr 1887 (Meiji 20) und dauerte bis etwa 1907 (Meiji 40). Mit dem Aufkommen der Fotografie und neuer Drucktechniken wie der Lithografie wurden die traditionellen Farbholzschnitte (Ukiyo-e) Ende des 19. Jahrhunderts allmählich verdrängt. Die Künstler und Verleger versuchten diesem Trend mit neuen Sujets entgegenzuwirken. Nobukazus Werke stellen daher populäre Szenen der politischen, gesellschaftlichen und militärischen Modernisierung in der Meiji-Zeit dar. Neben Bildern des kaiserlichen Hofes, der neu geschaffenen Institutionen wie dem Kokkai (japanisch 国会 ‚Parlament‘, ‚Nationalversammlung‘) und berühmter Ereignisse der japanischen Geschichte ist er auch für seine Farbholzschnitte von Kriegshandlungen aus dem Japanisch-Chinesischen Krieg und dem Russisch-Japanischen Krieg bekannt (Sensō-e, 戦争絵). Die Sensō-e dienten propagandistischen Zwecken und prägten die öffentliche Wahrnehmung von Japans militärischer Stärke und moderner Identität im späten 19. Jahrhundert. Nobukazu produzierte außerdem Holzschnitte für Kinder, insbesondere Werke in Form von Sugoroku (japanische Brettspiele mit erzieherischer Intention). Viele seiner Werke sind Triptychen, d. h. über drei Blätter im Ōban-Format verteilte Darstellungen.
In den 1880er Jahren arbeitete er auch mit Lithografien. In späteren Jahren fertigte er Handzeichnungen an. Nobukazu starb im Alter von 73 Jahren.

## Bilder

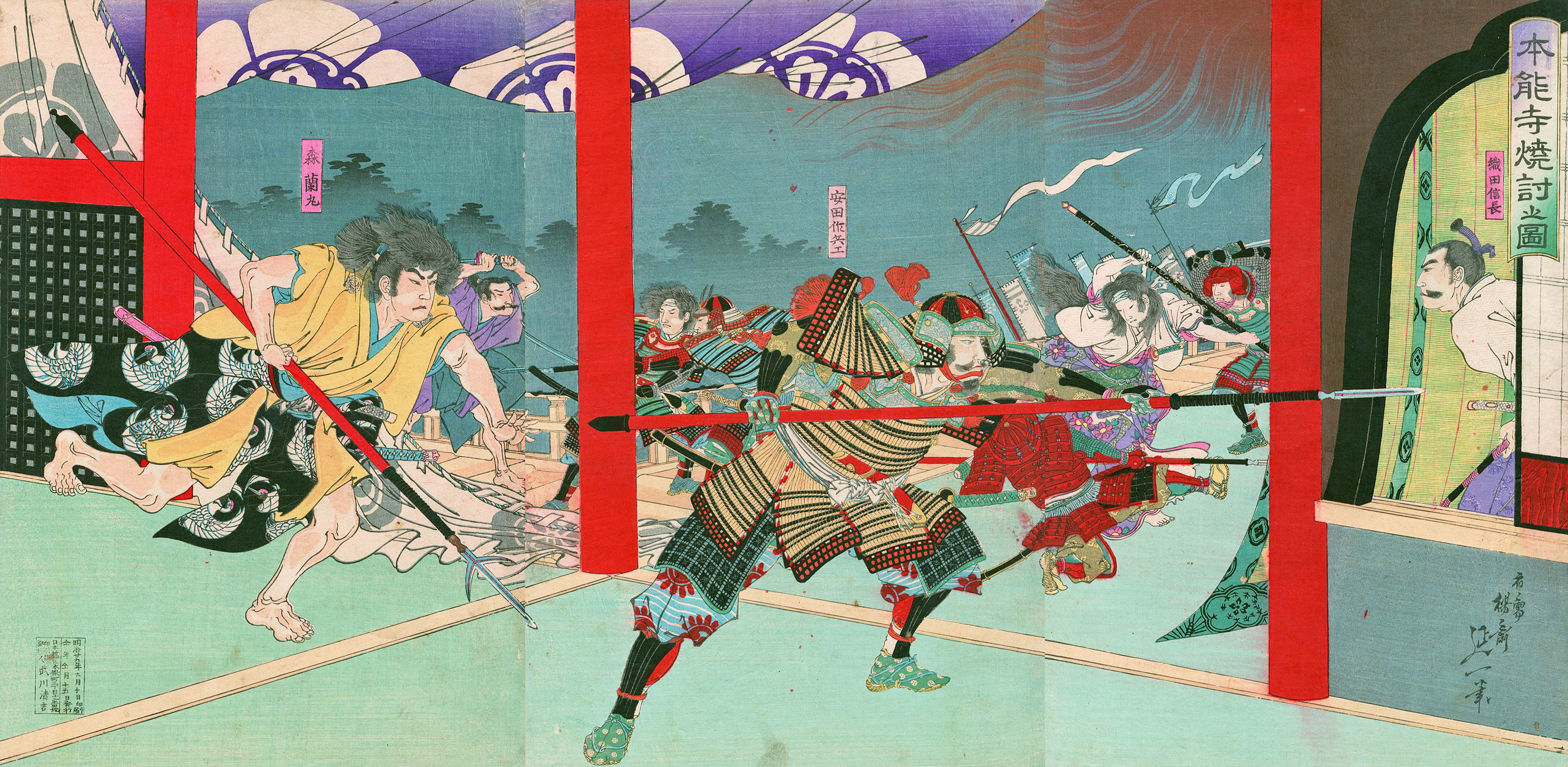
Blick auf den Brand im Honnōji-Tempel

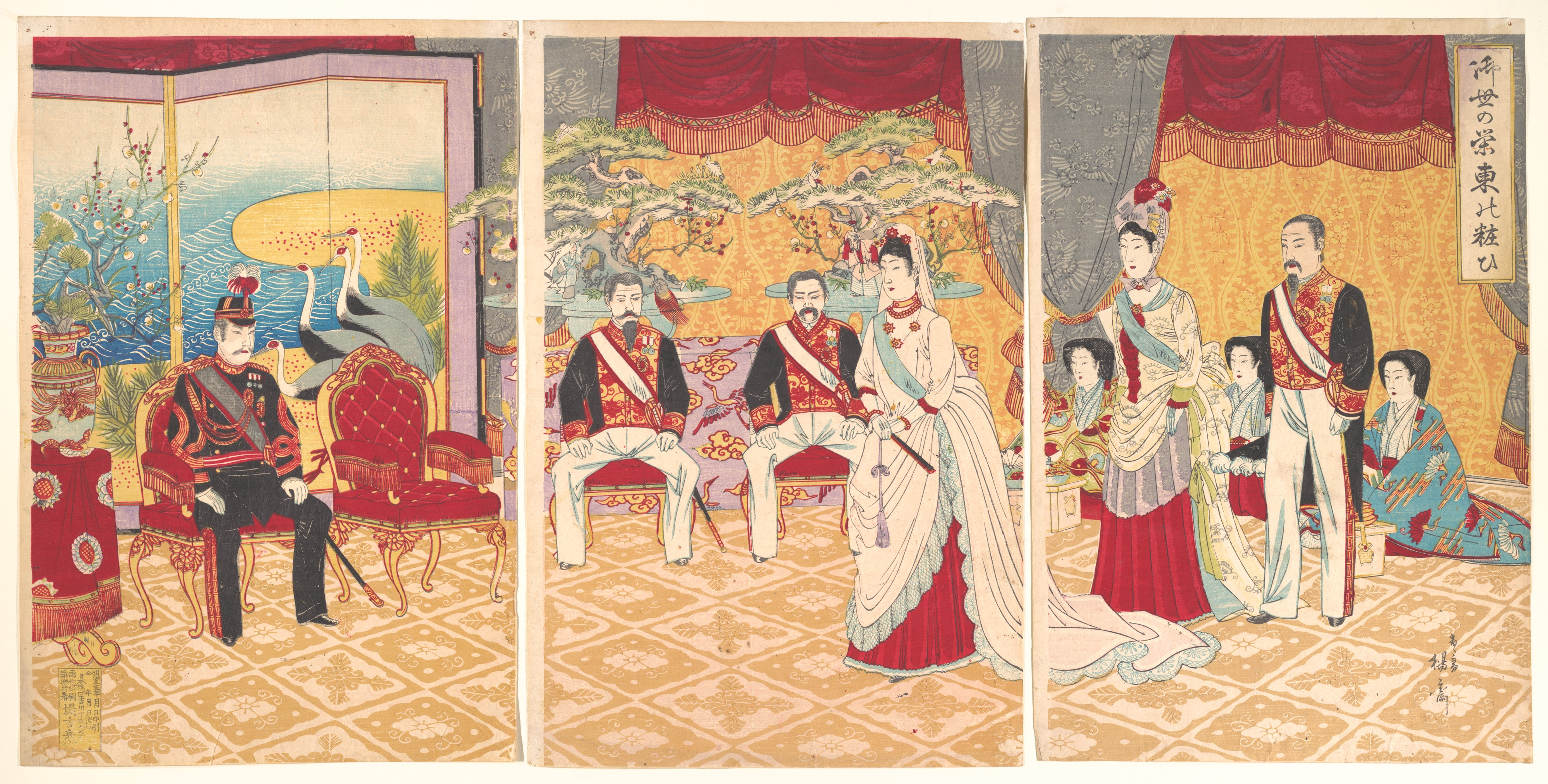
Zum Ruhm der kaiserlichen Herrschaft – Zeremonie in der östlichen Hauptstadt

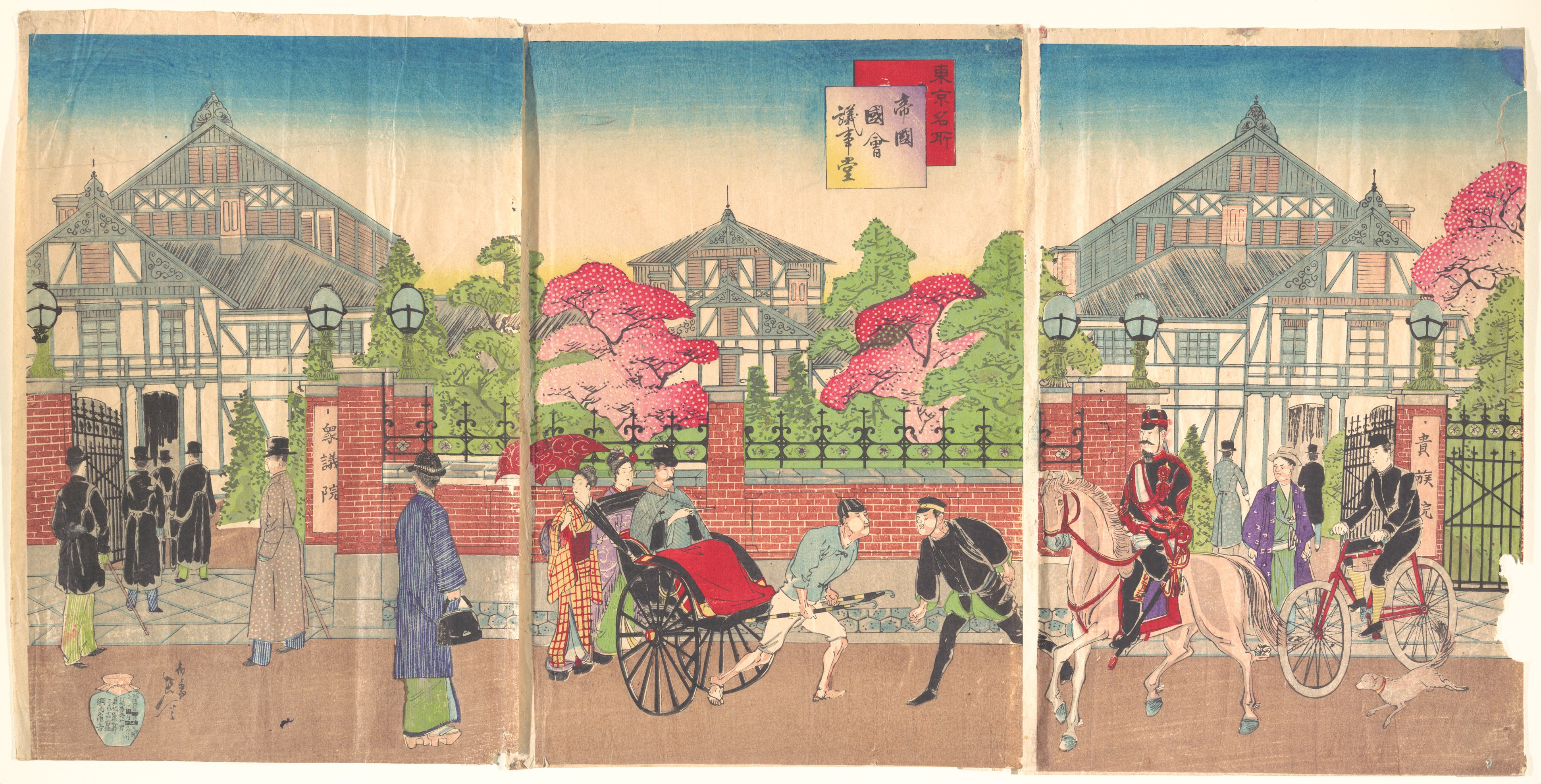
Berühmte Ansichten von Tōkyō – Das Reichsparlamentsgebäude

- „Bild der Parlamentssitzung“ (japanisch 帝国議会衆議院の図), Ōban, Triptychon, Meiji 22 (1889)
- „Der blutige Kampf von Imagawa Yoshimoto in Okehazama“ (japanisch 桶狭間今川義元血戦), Ōban, Triptychon, Meiji 25 (1892)
- „Blick auf die kaiserliche Besichtigung der Militärparade zu Anlass der grossen Silberhochzeitszeremonie“ (japanisch 銀婚御大典観兵式場御臨乗之図), Ōban, Triptychon, Meiji 27 (1894)
- „Blick auf den Brand im Honnōji-Tempel“ (japanisch 本能寺焼討之図), Ōban, Triptychon, Meiji 29 (1896)
- „Berühmte Ansichten von Tōkyō – Das Reichsparlamentsgebäude“ (japanisch 東京名所帝国議事堂), Ōban, Triptychon, Meiji 32 (1899)
- „Zum Ruhm der kaiserlichen Herrschaft – Zeremonie in der östlichen Hauptstadt“ (japanisch 御世の栄東の粧), Ōban, Triptychon, Meiji 33 (1900)
- Weitere Werke finden sich im Victoria & Albert Museum, British Museum, The Metropolitan Museum of Art, The Art Institute of Chicago, Philadelphia Museum of Art, Saint Louis Art Museum u. a.[2]